# پال کلیگمن
پال کلیگمن (انگلیسی: Paul Kligman؛ ‏ ۱۹۲۳ – ۲۹ اوت ۱۹۸۵) بازیگر اهل کانادا بود.
از فیلم‌ها یا مجموعه‌های تلویزیونی که وی در آن‌ها نقش داشته است، می‌توان به رابین‌هود فضایی اشاره نمود.